# Kettingbotsing op de E17
Op dinsdag 27 februari 1996 vond er in Nazareth een kettingbotsing op de E17 plaats. Op de drukke snelweg tussen Kortrijk en Gent raakten als gevolg van een plotse mistbank meer dan 200 voertuigen betrokken in deze kettingbotsing. 
Het weer die dag was koud maar zonnig wanneer omstreeks 10 uur ‘s morgens een mistbank verscheen, op de E17 (A14) in het grondgebied Nazareth langs de industriezone De Prijkels aldaar. Uit reflex trapten veel autobestuurders op hun rem waardoor andere bestuurders de vertraagde voertuigen niet meer konden ontwijken. Door deze gigantische kettingbotsing raakten er auto’s verpletterd tussen vrachtwagens en ontstond er hier en daar brand. Aan beide zijden van de snelweg ontstond er een ravage waarin zo’n 200 tot 250 auto’s betrokken waren. In de rijrichting van Kortrijk naar Gent waren de gevolgen het grootst.
Bij deze botsing en de paniek die er op volgde kwamen 10 mensen om het leven, vielen er 56 zwaargewonden en 30 lichtgewonden. 
De mist die na enige tijd geleidelijk optrok op de plaats bemoeilijkte in eerste instantie de reddingswerken. Een brandweerman zou later getuigen dat hij de brand voelde, maar niet kon zien. Pas wanneer de mist helemaal gaan liggen was, werd duidelijk hoe ernstig de situatie was.
Deze botsing is de op één na zwaarste in Europa. In 1991 lieten 17 mensen het leven en vielen er 50 gewonden op een snelweg tussen Bilbao en San Sebastian als gevolg van een kettingbotsing door een plots opkomende mistbank.

## Gevolgen
- Deze ramp wordt jaarlijks herdacht op de Verkeersveilige Dag. Die dag werd ingeroepen door de politie van Oost-Vlaanderen na de ramp en vindt jaarlijks plaats op of rond 27 februari. Dan worden er extra verkeerscontroles uitgevoerd.[3]
- In de nacht van 5 op 6 december 2012 werd het monument “Chaos kettingbotsing 1996” geplaatst op een brug boven de snelweg in Nazareth. Dit fluogeel monument illustreert de oproep naar meer verkeersveiligheid op de weg.
- In het programma “Nooit meer dezelfde” op Canvas[4] en in het VTM-programma “Lotgenoten” werd met getuigen teruggeblikt op deze ramp.[5]